# Göteborg Masters
De Göteborg Masters was een eenmalig golftoernooi voor vrouwen in Zweden, dat deel uitmaakte van de Ladies European Tour. Het toernooi werd opgericht in 2008 en vond plaats op de Lycke Golfklubb in Lycke.

## Winnares
| Jaar | Winnares       | Score | Score | Info            |
| ---- | -------------- | ----- | ----- | --------------- |
| 2008 | Gwladys Nocera | 259   | –29   | LET-scorerecord |